# Dahlia (Simbabwe)
Koordinaten: 18° 37′ S, 27° 10′ O
Dahlia ist ein Ort auf 992 m Höhe in der Provinz Matabeleland North in Simbabwe. Der Ort liegt am Tal des Gwayi Flusses, einem touristisch wichtigen Elefanten- und Büffeljagdgebiet, und in der Nähe des Hwange National Parkes. Nahe bei gelegen ist ein kleiner Flughafen.
Das Tal des Gwayi ist vergleichbar mit dem Gebiet von Lions Den eines der Wildtierfarmen. Viele davon wurden enteignet und von Soldaten inzwischen so dezimiert, dass nur noch 20 Prozent des einstigen Antilopenbestandes vorhanden sind. Andererseits vermehrt sich das Großwild über die Maßen. Der Ort Dahlia steht daher für die Wildtier- und Tierschutzpolitik in Simbabwe zurzeit. Seit die Wildtierfarmen im Gwayital nicht mehr existieren, sind die Menschen dort arbeitslos. In diesem sonst trockenen Gebiet ist keine Landwirtschaft möglich. Die Wildtiere ihrerseits verlassen wegen fehlender Versorgung längst den Nationalpark und die Gehege und gehen in die Dörfer auf ihrer Suche nach Wasser. Es steigt die Zahl der Todesfälle.
Um den Ort gibt es reiche Tongruben, die seit über 1000 Jahren ausgebeutet werden. Obwohl Töpferei wie das Eisengießen von strengen Regeln und Tabus beherrscht wird, ist es inzwischen gelungen, Keramikwerkstätten einzurichten, die Töpferscheibe einzuführen und 16 Töpfer auszubilden, die mit Teeservicen und Tierskulpturen inzwischen ganz Simbabwe beliefern. Gebrannt wird elektrisch und mit Holz. Der Markterfolg ist so beachtlich, dass die Gwayi River Pottery eine gute Chance hat, neben der Wildtierzucht der zweite wichtige Erwerbszweig zu werden.